# Santiago Mele
Santiago Andrés Mele Castanero (ur. 6 września 1997 w Montevideo) – urugwajski piłkarz pochodzenia włoskiego występujący na pozycji bramkarza, reprezentant Urugwaju, od 2023 roku zawodnik kolumbijskiego Junior.